# La Redondela
 (septembre 2015).
Si vous disposez d'ouvrages ou d'articles de référence ou si vous connaissez des sites web de qualité traitant du thème abordé ici, merci de compléter l'article en donnant les références utiles à sa vérifiabilité et en les liant à la section « Notes et références ».
La Redondela est une entité locale autonome, appartenant à la commune d'Isla Cristina dans la Province de Huelva en Andalousie (Espagne). En 2013, elle comptait 1 238 habitants dans son centre-ville, 1 681 habitants si l'on compte l'ensemble de la population.

## Géographie
La Redondela se trouve à deux kilomètres de la côte, dans le centre-ville d'Isla Cristina. 

## Population
Des informations recueillies par le Père Mirabent montrent que la population de La Redondela a diminué tout au long du XVIIIe siècle jusqu'à atteindre 450 habitants. Ensuite, on constate une stagnation durant une bonne partie du XVIIIe et du début du XIXe siècle. À partir de la seconde moitié du XIXe siècle, commence une lente récupération jusqu'à reprendre un bon rythme de croissance sur les dernières années. Le dernier recensement municipal propre à La Redondela date de 1877 : elle apparaît avec une population de 866 habitants (INE). Préalablement, les recensements déclaraient une population de 473 habitants en 1842, 662 habitants en 1857 et 667 habitants en 1860.

## Histoire

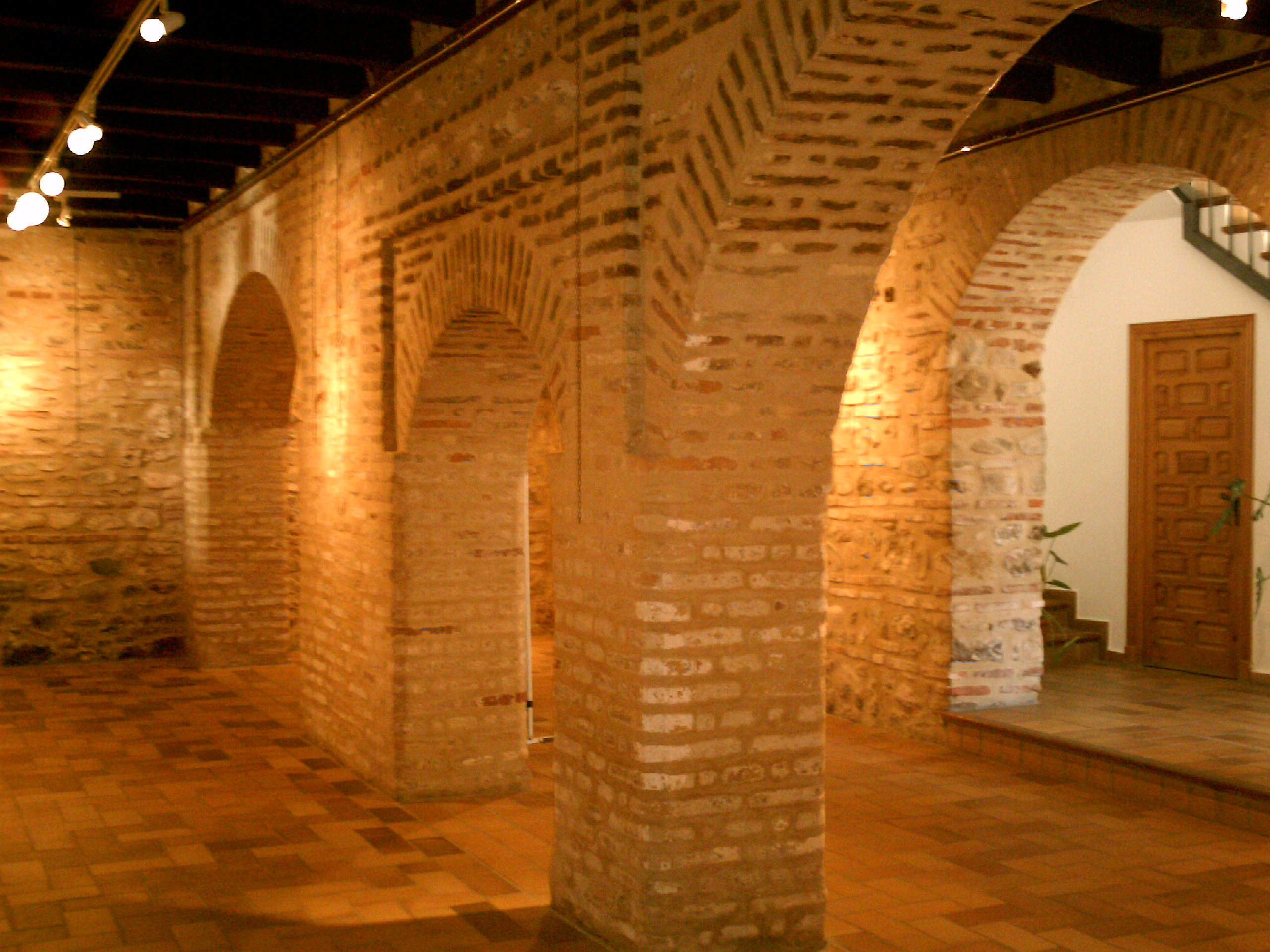
Salle d'exposition mudéjar du XVe siècle, dans la mairie de la Redondela.

On a retrouvé des traces qui remontent à l'époque phénicienne. Il existe aussi une petite nécropole romaine. 
Au début du Xe siècle, la ville appartenait au Royaume Taifa de Huelva, puis elle a rejoint le Royaume Taifa de Séville en 1051-1052 pour rejoindre ensuite le Royaume almoravide puis almohade et enfin rejoindre la Taifa de Niebla.
En 1262, cette zone du sud de Huelva est conquise par Alphonse X de Castille. Peu après avoir été prise par les chrétiens, la ville a été achetée par Alonso Pérez de Guzmán, elle fait alors partie de la Seigneurie d'Ayamonte du Comté de Niebla à la fin du XIVe siècle.
La Redondela intègre le Comté d'Ayamonte en 1475, titre délivré par Isabelle la Catholique. La salle mudéjar de la mairie date de cette époque. La ville fera ensuite partie du Marquisat d'Ayamonte créé en 1521 par Charles Quint à partir du Comté d'Ayamonte. Ce territoire se divisera ensuite en différentes communes : Ayamonte, Lepe, La Redondela, San Silvestre de Guzmán et Villablanca.

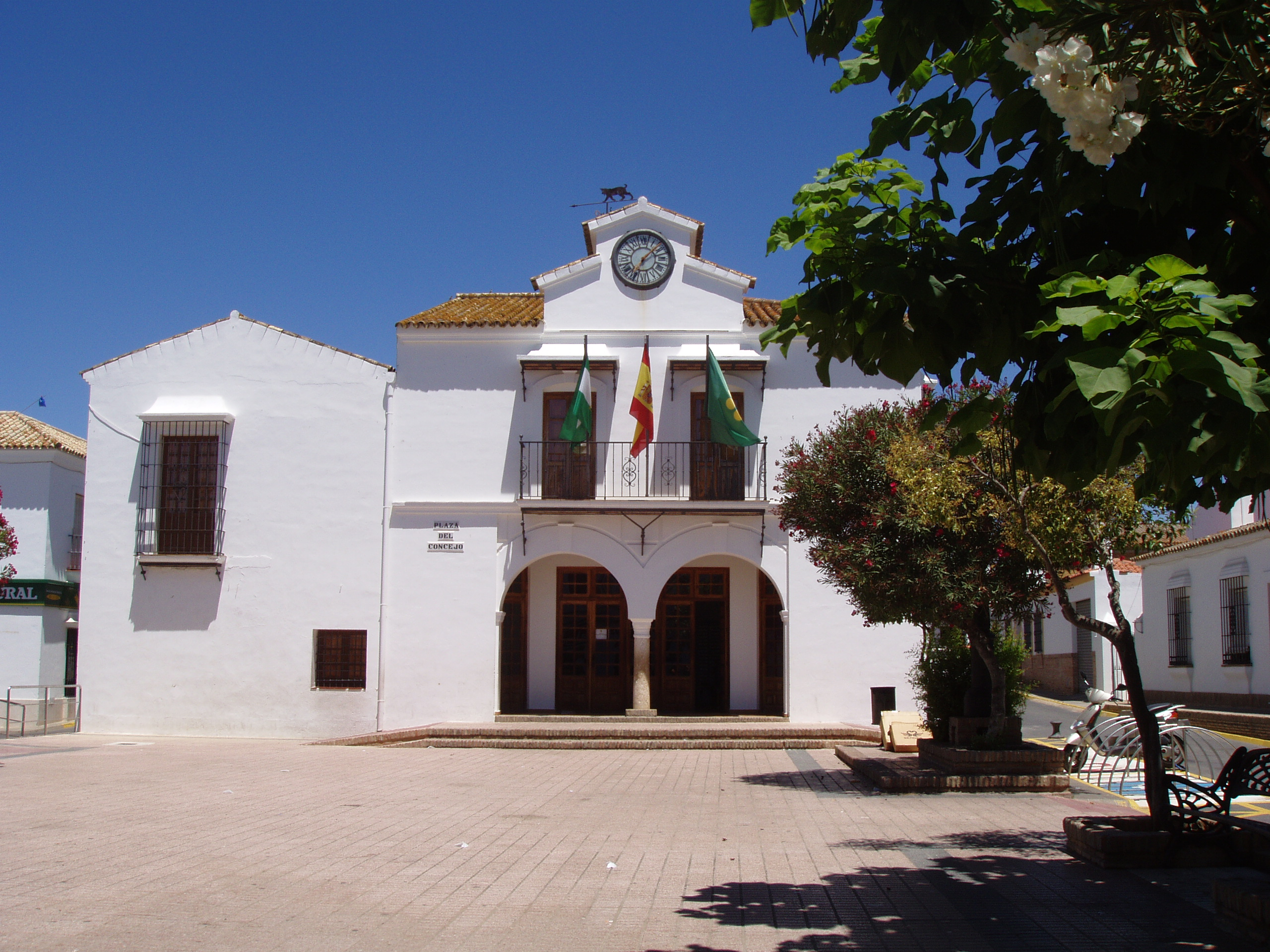
Maire de la Redondela

L'activité économique principale au cours du Moyen Âge et même plus tard était l'exploitation des ressources agricoles. Le développement de la colonie d'origine catalane, la Higuerita, lui a pris une partie de sa main d’œuvre pour l'industrie de la pêche. Avec la fondation de la Real Isla de la Higuerita en tant que commune indépendante, La Redondela perd de la population jusqu'à atteindre environ 450 habitants dans la première moitié du XIXe siècle.
La Redondela a connu durant toutes ces années un lent déclin économique et a accumulé des dettes qu'elle n'arrivait pas à rembourser. En 1874, elle demande à être annexée à Isla Cristina mais cela lui sera refusé. Finalement, elle rejoint Isla Cristina en 1887 afin de payer ses dettes contractées durant le XIXe siècle. Cette annexion est aussi la conséquence de son déclin économique. La Redondela avait alors une population de 866 habitants (dont la plupart devait vivre à proximité d'Isla Cristina). Ils ont été intégrés à Isla Cristina dans les recensements de 1877 et 1887.
À partir du XXe siècle, La Redondela commence une lente récupération économique qui culmine avec le début de la culture de la fraise dans la Province de Huelva. À la fin du XXe siècle, La Redondela compte plusieurs coopératives agricoles qui exportent vers l'Italie et d'autres pays européens. Elle récupère alors une partie de sa population jusqu'à atteindre 1000 habitants. En 2010, sa population s'élevait à 1.546 habitants.
En 1982, La Redondela obtient une certaine autonomie, on lui reconnaît le statut d'entité locale mineure. À partir de 1994, elle élabore son propre budget. De 1887 à 1982, la ville disposait d'un maire-délégué. À partir de 1982, le maire est élu démocratiquement, il n'est plus désigné depuis la mairie d'Isla Cristina. Ses derniers maires sont : Francisco Martín Mestre, Manuel García Domínguez, Antonio Martín Cabanillas et Salvador Gómez de los Ángeles, maire actuel de la Redondela.
Depuis 1984, il existe un contentieux entre La Redondela et Isla Cristina pour plus d'autonomie qui devrait se terminer par une division de la commune.

## Bâtiments historiques
- La Salle mudéjar du XVe siècle dans la mairie

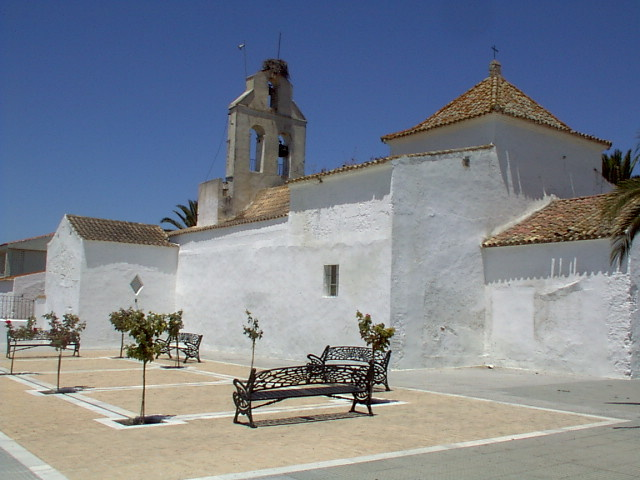
Église Notre-Dame des Douze Apôtres du XVe siècle

- L'église Notre-Dame des Douze Apôtres datant des XVe et XVIIIe siècles. La dernière modification date de 1795. En 2005-2006, on a procédé à une rénovation générale.

## Développement urbain moderne

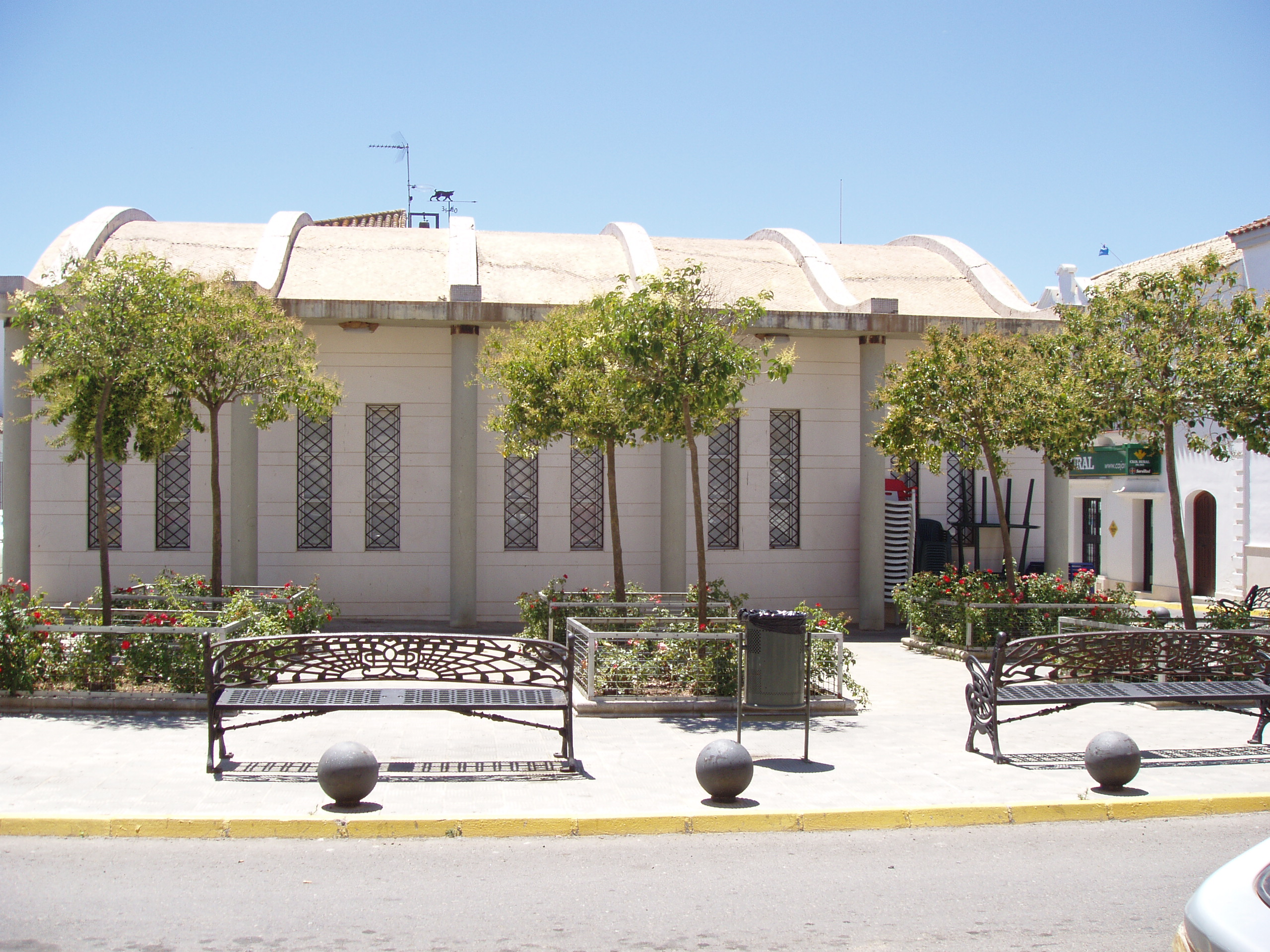
Nouvel agrandissement de la mairie destiné au conseil municipal

De petites maisons unifamiliales ont été construites et des équipements sportifs ont été mis en place sur la base des anciennes installations du train entre Gibraleón et Ayamonte. Dans les années 1980, un contournement a été construit pour éviter le centre-ville.

## Festivités
- Le 20 janvier ont lieu les fêtes en l'honneur du saint patron, Saint Sébastien. Les célébrations ont généralement lieu le dimanche suivant.
- La Fiesta del Huerto est une fête religieuse ancestrale qui a lieu le Dimanche de Pâques.
- Le dernier week-end de juin est célébrée la Romería de Notre-Dame de l'Espérance. Elle a lieu sur un site nommé "El Coto" à proximité de la plage de La Redondela.
- La première quinzaine d'août, on célèbre les fêtes en l'honneur de la Vierge de l'Espérance (nom officiel des fêtes d'août) dans les rues du village.
- Kanina-Rock : festival organisé par l'association Arte-Rock. Plusieurs groupes de différents styles font des concerts. Sa date est variable mais est toujours organisé autour du 20-25 août. En 2012, il a eu lieu le 18 août.